# Ekcéma
Az ekcéma (régi magyar nevén izzag) a bőr krónikus, gyulladásos, az immunműködés egyensúlyának zavara miatt kialakuló betegsége.

## Tünetek
Jellemző tünetei a száraz, erősen viszkető bőr, amely a folytonos dörzsölés és vakarás miatt megvastagszik, a ráncok mentén és a bőrhajlatokban kisebesedik; a végtagokon a leggyakoribb. Rendszerint hullámokban jelentkezik: a beteg bőrfelület állapota egy időre jelentősen javul, majd időnként kiújul és fellángol az atópiás bőrgyulladás.

## Kiváltó okok

### Külső hatások
A környezeti hatások (például a szappanok, a házi por, illetve a házipor-atka ürüléke, táplálékkal bevitt vagy a légutakon keresztül bekerülő allergének, mosószerek) befolyásolhatják az ekcéma kialakulásának valószínűségét, csakúgy, mint a betegség időnkénti fellángolását.

### Belső tényezők
Az atópiás dermatitiszt nemcsak külső hatás válthatja ki, hiszen ugyanaz a vegyi anyag nem okoz mindenkiben tüneteket, hanem a beteg szervezetétől, sőt, pszichés állapotától is függ, hogy kialakul-e az ekcéma (hajlam). Például állandó stressz hatásának kitéve romlik a szervezet ellenálló képessége.

### Tünetmentesség
Az ekcéma tünetmentesíthető: a bőrtünetek teljesen vagy részlegesen eltüntethetők, azonban nem ritka, hogy változó intenzitással újból megjelenik. Ilyenkor fenntartó kezelésre van szükség a tünetmentesítő kúra befejeztével, hogy a bőrtünetek ne újuljanak ki.
Az ekcéma az egyik leggyakoribb bőrbetegség, a világ népességének 10%-a szenved valamilyen fajtájában. Az egyes anyagok irritáció (toxikus irritatív dermatitis) vagy allergiás reakció (allergiás kontakt dermatitis) révén okozhatnak bőrgyulladást.
Toxikus irritatív dermatitisz esetén valamilyen irritáló anyag (kémiai anyagok, kozmetikumok) a bőrön akut gyulladást hoz létre. A bőr élénkvörös, meleg tapintású lesz, feszül, felszíne fényes. A nagyfokú gyulladás következtében hólyagok, nedvezés alakul ki, hámlás jelentkezik, égő, viszkető érzés kíséretében.
Az allergiás reakció esetében egy bizonyos anyaggal való érintkezés (néha esetleg az első néhány érintkezés) még nem hoz létre reakciót, a következő alkalommal azonban már 4-24 órán belül viszketést és bőrgyulladást okozhat. A tünetek súlyossága változó, az enyhe bőrpírtól a hólyagképződéssel járó duzzanatig terjedhet. Először csak azon a helyen jelentkezik, ahol a bőr érintkezett az allergénnel, később a test más részeire is átterjedhet. A szervezet a már kialakult allergiát évekig “nem felejti el”. Nem fertőző betegség.

## Típusai

### Atópiás dermatitis
Az atópiás dermatitis az egyik leggyakrabban megjelenő formája az ekcémának.  Nagy általánosságban tekintve gyermekkorban kezdődik, és felnőttkorra gyakran enyhül, vagy teljesen elmúlik. Ez a típus annak a része, amit az orvosok atópiás triádnak neveznek. A „triád” szó jelentése: három. A másik két betegsége ennek az összetevőnek az asztma és a szénanátha. Sok embernél, aki az ekcéma ebben a formájában szenved, mindhárom betegség fennáll.

### Diszhidrotikus ekcéma
A diszidrotikus ekcéma úgy ismerhető fel, hogy kis hólyagok keletkeznek a kezeken és a lábakon. Ez a fajtája sokkal gyakoribb a nők-, mint a férfiak esetében. A kialakulásának okai lehetnek az allergia, a gyakran nedves kezek és lábak.